# Hyphessobrycon herbertaxelrodi
Hyphessobrycon herbertaxelrodi é uma espécie de peixe da família dos caracídeos e da ordem dos caraciformes. Os machos podem alcançar 4 cm (1,6 pol) de comprimento. Comem vermes, crustáceos pequenos e matéria vegetal.
Vivem em áreas de clima tropical, entre 23 °C - 27 °C de temperatura. São encontrados na América do Sul, mais especificamente, na bacia do rio Paraguai, no Brasil.